# 増田正
増田 正（ますだ ただし、1967年 - ）は、日本の政治学者。公立大学法人高崎経済大学教授。

## 略歴
- 1991年3月 明治大学政治経済学部（政治学科）卒業
- 1993年4月 慶應義塾大学大学院法学研究科修士課程（政治学専攻）修了、日本学術振興会特別研究員（-1996年3月）
- 1996年3月 慶應義塾大学大学院法学研究科博士課程（政治学専攻）修了、法学博士（慶應義塾大学）
- 1996年4月 高崎経済大学地域政策学部専任講師
- 1999年4月高崎経済大学地域政策学部助教授
- 2002年5月 - 2003年 パリ政治学院客員研究員
- 2008年4月高崎経済大学地域政策学部教授
- 2010年4月 高崎経済大学地域政策学部地域政策学科長
- 2013年4月 高崎経済大学大学院地域政策研究科長

## 主な研究
- 政治学（フランス政治論、地方政治論、投票行動論）

## 主な著書
- 『快適なフランス生活』（2003・創開出版社）
- 『現代フランスの政治と選挙』(2001・ 芦書房）
- 『自治体行政評価の基礎』 (2003・創開出版社)　※共著
- 『地域政策学事典』 (2011・勁草書房) ※共著
- 『自治体行政評価の基礎』 (2003・創開出版社)　※共著
- 『地域政策と市民参加』 (2006・ぎょうせい) ※共著
- 『大学と連携した地域再生戦略』 (2007・ぎょうせい) ※共著

### 編著（分担執筆）
- 『連立政権の政治学』(1994・PHP研究所)
- 『国会改革の政治学』(1995・PHP研究所)
- 『行政改革、地方分権、規制緩和の座標』(1997・ぎょうせい)
- 『現代の政治学Ⅲ』(1998・北樹出版)
- 『統治システムと国会』(1999・信山社出版)
- 『EU世界を読む』(2000・世界思想社)
- 『政治学・行政学の基礎知識』(2004・一藝社)
- 『西欧比較政治』(2004・一藝社)
- 『日本行政の歴史と理論』(2004・芦書房)
- 『政策ディベート入門』(2008・創開出版社)
- 『地域政策を考える　2030年へのシナリオ』(2009・勁草書房)
- 『新高崎市の諸相と地域的課題』(2012・日本経済評論社)
- 『日本の政治と行政』(2012・芦書房)
- 『イノベーションによる地域活性化』(2013・日本経済評論社)
- 『公共政策の歴史と理論』(2013・ミネルヴァ書房)

## 関連人物
- 八木秀次
- 大宮登
- 戸所隆
- 村山元展
- 大河原眞美
- 佐々木茂